# Phố Hoài
Phố Hoài là bộ phim điện ảnh truyền hình được thực hiện bởi Hãng phim Truyền hình Thành phố Hồ Chí Minh, do Song Chi làm đạo diễn. Kịch bản chuyển thể truyện ngắn cùng tên của nữ nhà văn Quế Hương. Phim phát sóng lần đầu vào năm 2002 trên kênh HTV7.

## Nội dung
Bộ phim mở đầu với hành trình trở về cố hương sau hơn 25 năm của ông Dậu.
Tập 1: Lấy bối cảnh Hội An năm 1961. Dậu là một thiếu niên học rất giỏi và đã đậu thủ khoa Trung học Đệ nhất cấp. Cậu bị bố ruồng bỏ khi còn trong bụng mẹ, mẹ của Dậu làm công việc gánh nước nuôi cậu ăn học. Dậu chơi thân với chị Ngọc, con thầy giáo Toàn, cậu thường gọi là chị Rêu và thường được cô giấu cho mượn sách của cha để học. Cuộc sống của Dậu trở nên khó khăn hơn khi mẹ cậu bị ngã trong một làn gánh nước và qua đời không lâu sau đó. Khi có ý định bỏ học thì Dậu được thầy Toàn nhận nuôi và cho đi dạy phụ thầy.
Tập 2: Sau thời gian gắn bó, Dậu đã giành cho Rêu một tình cảm đặc biệt nhưng khó có thể thể hiện. Với nghị lực của bản thân, Dậu đã có cơ hội đổi đời khi tự ra Đà Nẵng học hành.
Trở lại hiện tại, khi vào một tiệm bán đèn lồng, ông Dậu tình cờ tìm thấy Hoài, con gái của chị Rêu năm xưa. Được biết nhà thầy Toàn gặp phải sóng gió, bà Rêu đã lập gia đình sau khi Dậu đi Đà Nẵng được 1 năm. Bà rêu có hai con, một trai một gái, nhưng chồng và con trai đã chết trong lúc khơi giếng thuê. Tâm lý của bà cũng trở nên không bình thường sau biến cố này. Sau thời gian tâm sự, chạy chữa, ông Dậu đã giúp bà Rêu khôi phục được phần nào, sau khi chuộc lại căn nhà của thầy thì ông Dậu từ biệt mẹ con bà Rêu và rời khỏi Hội An.

## Diễn viên
- Dũng Nhi trong vai Dậu
- Minh Đức trong vai Rêu (Ngọc)
- Lê Hương Thảo trong vai Rêu / Ngọc lúc trẻ và Hoài (con gái Rêu)
- Trần Lượng trong vai Thầy Toàn
- Hoài An trong vai Mẹ Dậu

## Sản xuất
Ba năm sau khi nhận tấm bằng loại khá của Viện Điện ảnh - Truyền hình Ấn Độ, một ngày tình cờ Song Chi đọc được truyện ngắn Phố Hoài của nhà văn Quế Hương, cảm xúc dâng trào, chị tìm cách liên lạc với tác giả để xin chuyển thể truyện thành phim. Bộ phim được khởi quay vào tháng 6 năm 2002 tại Hội An và Thành phố Hồ Chí Minh. Vì không tìm được các diễn viên người miền trung phù hợp cho một số vai chính, đoàn phim đã tuyển một số diễn viên miền bắc như và một số diễn viên lồng tiếng của Mai Hoa, Kim Xuân, Ái Như, Mai Phượng với hướng dẫn phát âm của hai người bản xứ.
Đây được xem là tác phẩm đầu tiên lấy chủ đề về phố cổ Hội An. Bộ phim cũng giới thiệu đến người xem hai gương mặt trẻ: Hoàng Minh, Hương Thảo.

## Giải thưởng
| Năm  | Giải thưởng         | Hạng mục   | Đề cử | Kết quả       | Nguồn |
| ---- | ------------------- | ---------- | ----- | ------------- | ----- |
| 2003 | Giải Cánh diều 2002 | Phim video | —     | Cánh diều Bạc | [ 4 ] |